# زانکت مارتین بای لوفر
زانکت مارتین بای لوفر (به آلمانی: St. Martin bei Lofer) یک منطقهٔ مسکونی در اتریش است که در ناحیه تسل آم زه واقع شده‌است. زانکت مارتین بای لوفر ۶۳٫۵۶ کیلومتر مربع مساحت دارد ۶۳۳ متر بالاتر از سطح دریا واقع شده‌است.